# Cécile Fatiman
Cécile Fatiman (fl. 1791-1845) fue una sacerdotisa vudú y revolucionaria haitiana. Nacida de una mujer africana esclava y de un príncipe corso, vivió sus primeros años en la esclavitud, antes de sentirse atraída por los ideales de la Ilustración de Liberté, Égalité, Fraternité y el vudú haitiano, que moldearon su deseo de poner fin a la institución de la esclavitud en Haití. Junto con Dutty Boukman, dirigió una ceremonia vudú en Bois Caïman e incitó a los esclavos a levantarse contra la esclavitud, en un evento que marcó el inicio de la Revolución haitiana. Más tarde se casó con su compañero revolucionario Jean-Louis Pierrot, con quien tuvo una hija. Se informó que vivió una larga vida y murió a la edad de 112 años.

## Biografía

### Primeros años de vida y familia
Cécile Fatiman era hija de una mujer africana esclavizada y de un príncipe corso; El historiador haitiano Rodney Salnave creía que su padre había sido hijo del rey Teodoro de Neuhoff y que el nombre de nacimiento de Fatiman era Cécil Attiman. Varios historiadores han aportado otras hipótesis sobre su origen: Aisha Khan creía que era musulmana y que su apellido «Fatiman» era cognado con el nombre de pila Fátima; y Aimé Césaire creía que era congoleña, aunque David Patrick Geggus cuestiona cómo en esta versión habría tenido el nombre «Fatiman». También se cree que estaba relacionada con María Luisa Coidavid, la futura reina de Haití.
Descrita como una mulata de ojos verdes, desde la infancia, ella y su madre fueron compradas y vendidas como esclavas. Sus dos hermanos desaparecieron después de que los separaron de ellos y los vendieron. Finalmente obtuvo su libertad, ya sea antes o durante la rebelión de esclavos de 1791.

### Revolución
Según Aisha K. Finch, Fatiman reformuló los ideales de la Ilustración de Liberté, Égalité, Fraternité para el contexto haitiano, defendiendo la integridad corporal y los derechos de propiedad de las mujeres negras. También abrazó el vudú haitiano, con su invocación de la Marassa Jumeaux, que causó temor entre los colonos franceses como Moreau de Saint-Méry. Ella veía el cuerpo mismo como una forma de praxis, a través de la cual el conocimiento podía ser interpretado entrando en un estado alterado de conciencia. Para Fatiman, la posesión espiritual era un marcado contraste con la esclavitud, ya que permitía a quienes la experimentaban, por un momento, convertirse en deidades.
En la noche del 21 al 22 de agosto de 1791, presidió una ceremonia en el Bois Caïman («Bosque de Caimanes») en el papel de manbo, junto con Dutty Boukman como houngan. En medio de los densos bosques del norte de Haití y en medio de una tormenta eléctrica, reunieron a 200 personas esclavizadas de varias plantaciones cercanas y los llamaron a rebelarse contra la esclavitud. Se dice que esa noche, Fatiman fue poseído por uno de los Èzili, que se cree que era Dantò.
Fatiman luego sacrificó un cerdo negro,, en una invocación del lwa. Garvey F. Lundy entendió que se trataba de un rito Petro del vudú, que más tarde fue utilizado por los haitianos que resistieron la ocupación de los Estados Unidos y la dinastía Duvalier. Los asistentes luego bebieron la sangre del cerdo e hicieron un juramento: se unirían y matarían a los esclavistas blancos.
Fatiman proclamó a Boukman como el comandante en jefe de esta rebelión de esclavos y, bajo su dirección, los asistentes se arrodillaron y juraron obedecer sus órdenes. La versión de Aimé Césaire también la tiene liderando el canto de «eh eh bomba».  Esta ceremonia inició la Revolución haitiana, que culminó con el establecimiento del Estado independiente de Haití. Durante la revolución, a Fatiman y a otros manbos se les atribuyó el mérito de haber proporcionado «coraje sobrehumano» a los revolucionarios.

### Tras la Revolución
Tras el establecimiento del Reino de Haití por Henri Christophe, se casó con Jean-Louis Pierrot, un general de las Fuerzas Armadas de Haití, y príncipe bajo el régimen monárquico de Christophe. Tuvieron una hija juntos, Marie Louise Amélia Célestine. Después de que la pareja se divorciara, Pierrot se casó con Louisa Geneviève Coidavid, la hermana de la reina María Luisa Coidavid. En 1845, Pierrot se convirtió en presidente de la restaurada República de Haití, con Coidavid como su primera dama. Su régimen duró sólo diez meses.
Vivió en Cabo Haitiano por el resto de su vida, donde conservó buena salud; se dice que murió a la edad de 112 años.

## Legado

### Historiografía
Aunque entró en el registro histórico a través de los informes de Antoine Dalmas, un médico de la plantación que observó la ceremonia que realizó en Bois Caïman, existe poca evidencia de archivo de su vida, lo que ha dejado importantes lagunas en su biografía. Por ello, se han utilizado metodologías históricas no convencionales para reconstruir su historia personal. Utilizando un método dialéctico, se han llenado los vacíos en el registro de archivos con alfabetización de la diáspora. Por ejemplo, Étienne Charlier confirmó su presencia en la historia oral de la revolución a través de entrevistas con descendientes de los revolucionarios. Su participación en la ceremonia del Bois Caïman fue confirmada en registros familiares del siglo XIX, proporcionados por su nieto Pierre Benoit Rameau, un general que lideró la resistencia haitiana a la ocupación estadounidense de Haití.
A pesar de su papel central en la incitación de la Revolución haitiana, a menudo está ausente de las narraciones históricas del período. En las celebraciones de figuras masculinas como Boukman, Henri Christophe, Jean-Jacques Dessalines y Toussaint Louverture, muchas mujeres en la Revolución haitiana, incluida la propia Fatiman, suelen ser ignoradas por completo. El propio papel de Fatiman en la revolución ha sido excluido de los relatos de algunos historiadores, como Jean Fouchard, que se basó en gran medida en documentos coloniales y tendió a omitir a las mujeres del registro histórico. En un intento de restar importancia al papel del vudú en la revolución, Léon-François Hoffman y Franck Sylvain incluso cuestionaron la existencia de la ceremonia vudú en Bois Caïman. Pero la historiadora Carolyn Fick pudo decir con certeza que el encuentro de Bois Caïman fue históricamente un hecho y confirmó que tenía un carácter vudú.

### Cultura popular
En la obra de C. L. R. James de 1934 Toussaint Louverture: The Story of the Only Successful Slave Revolt in History, Fatiman fue reescrita como el personaje de Celestine, una sacerdotisa vudú que en la historia es la que preside la ceremonia de Bois Caïman. También inspiró al personaje Tante Rose, en la novela La isla bajo el mar de Isabel Allende de 2009.

## Lectura adicional
- Chancy, Myriam J. A. (2004). «"No Giraffes in Haiti": Haitian Women and State Terror».  En Sourieau, Marie-Agnès; Balutansky, Kathleen M., eds. Ecrire en pays assiégé – Haïti – Writing under Siege. Brill Publishers. pp. 303-321. ISBN 9789004485471. doi:10.1163/9789004485471_016.
- Fick, Carolyn E. (1997). «The Saint-Domingue Slave Insurrection of 1791: A Socio-Political and Cultural Analysis».  En Forster, Robert, ed. European and Non-European Societies, 1450-1800. Routledge. pp. 681-720. ISBN 9780429260148. doi:10.4324/9780429260148-13.
- Fisher, Earle J. (2021). «Introducing Sermonic Militancy--A Call Toward More Revolutionary Homiletics and Hermeneutics». Journal of Communication & Religion 44 (3): 41-55. ISSN 0894-2838. doi:10.5840/jcr20214439.
- Neogi, Taniya (2020). «Unearthing Silenced Matrilineal Legacies of the Indo-Caribbean Diaspora in Ramabai Espinet's The Swinging Bridge».  En Chatterjee, Nilanjana; Chatterjee, Anindita, eds. Re-theorising the Indian Subcontinental Diaspora: Old and New Directions. Cambridge Scholars Publishing. ISBN 9781527560543.
- Noël, Fredgy (2023). Revolutionary Women (MBA). Hunter College.
- Rey, Terry (2017). «Introduction». The Priest and the Prophetess: Abbé Ouvière, Romaine Rivière, and the Revolutionary Atlantic World. Oxford University Press. pp. 1-12. ISBN 9780190625849.

- Datos: Q4947685